# Alex Sharp
Alexander Ian Sharp, detto Alex (Londra, 2 febbraio 1989), è un attore britannico.

## Biografia
Dopo aver studiato recitazione alla Juilliard School ed essersi laureato nell'estate 2014, ha debuttato a Broadway nel settembre dello stesso anno nel dramma Lo strano caso del cane ucciso a mezzanotte. Per la sua interpretazione dell'adolescente con autismo Christopher Boone ha vinto l'Outer Critics Circle Award, il Theatre World Award, il Drama Desk Award ed il Tony Award al miglior attore protagonista in uno spettacolo.
Nel 2017, ha recitato in La ragazza del punk innamorato di John Cameron Mitchell, al fianco di Nicole Kidman, Elle Fanning e Ruth Wilson. Sempre nel 2017, ha recitato al fianco di Lily Collins e Keanu Reeves in Fino all'osso, diretto da Marti Noxon. Fino all'osso è stato distribuito su Netflix il 14 luglio 2017. Il film semi-autobiografico ha suscitato alcune polemiche riguardo alla sua rappresentazione dei disturbi alimentari, a cui Sharp ha risposto: "Penso che la controversia sia una cosa interessante in quanto di solito va di pari passo con l'avvio di conversazioni che circondano tabù o argomenti poco discussi che devono essere discussi e devono essere meno nell'ombra. Spero che crei solo una maggiore consapevolezza e incoraggi le persone a parlare di disturbi alimentari".
Sharp ha recitato nei panni dell'attivista Rennie Davis nel film di Aaron Sorkin, Il processo ai Chicago 7, nel 2020, al fianco di Eddie Redmayne, Sacha Baron Cohen e Joseph Gordon-Levitt. Sharp appare in un ruolo secondario nel film del 2022 di Oliver Hermanus e Kazuo Ishiguro Living, con Bill Nighy.

## Filmografia

### Cinema
- Fino all'osso (To the Bone), regia di Marti Noxon (2017)
- La ragazza del punk innamorato (How to Talk to Girls at Parties), regia di John Cameron Mitchell (2017)
- Interferenze (UFO), regia di Ryan Eslinger (2018)
- Attenti a quelle due (The Hustle), regia di Chris Addison (2019)
- Il processo ai Chicago 7 (The Trial of the Chicago 7), regia di Aaron Sorkin (2020)
- Living, regia di Oliver Hermanus (2022)
- One Life, regia di James Hawes (2023)

### Televisione
- The Good Lord Bird - La storia di John Brown (The Good Lord Bird) - serie TV, episodio 1x2 (2020)
- Il problema dei 3 corpi (3 Body Problem) - serie TV (2024-in corso)

## Teatro
- Lo strano caso del cane ucciso a mezzanotte di Simon Stephens, regia di Marianne Elliott. Ethel Barrymore Theatre di Broadway (2014)

## Doppiatori italiani
Nelle versioni in italiano delle opere in cui ha recitato, Alex Sharp è stato doppiato da:
- Marco Briglione in Fino all'osso
- Alessandro Campaiola ne La ragazza del punk innamorato
- Federico Bebi in Interferenze
- Luca Baldini in Attenti a quelle due
- Matteo Liofredi ne Il processo ai Chicago 7
- Davide Perino in Living
- David Chevalier in One Life
- Alessio Puccio ne Il problema dei 3 corpi